# 말콤네 좀 말려줘
말콤네 좀 말려줘(Malcolm in the Middle)는 2000년 1월 9일부터 2006년 5월 14일까지 Fox에서 방영된 시트콤이다.

## 캐스트
- 프랭키 뮤니스 - Malcolm
- 제인 캐즈매럭 - Lois
- 브라이언 크랜스턴 - Hal
- 저스틴 버필드 - Reese
- 에릭 퍼 설리반 - Dewey
- 크리스토퍼 마스터슨 - Francis